# Кіа Мелвертон
Кіа Мелвертон (англ. Kiah Melverton, 5 листопада 1996) — австралійська плавчиня.
Учасниця Олімпійських Ігор 2020 року.
Чемпіонка світу з водних видів спорту 2019 року.
Призерка Чемпіонату світу з плавання на короткій воді 2016 року.
Призерка Пантихоокеанського чемпіонату з плавання 2018 року.
Призерка Ігор Співдружності 2018 року.